# Оптичка густина
Оптичка густина или апсорбанција (А) је хемијска величина у спектроскопији која представља логаритамски однос интензитета упадног зрачења ({\displaystyle I_{1}}) и пропуштеног зрачења ({\displaystyle I_{0}}) кроз узорак. Често се мери у аналитичкој хемији.
{\displaystyle A_{\lambda }=-\log _{10}\left({\frac {I_{1}}{I_{0}}}\right)},
где је {\displaystyle A_{\lambda }} апсорпција одређене таласне дужине светлости ({\displaystyle \lambda }), {\displaystyle I_{1}} је интензитет зрачења (светлост) који је прошао кроз материјал (емисионо зрачење), {\displaystyle I_{0}} је интензитет зрачења пре него што прође кроз материјал (инцидентно зрачење).
Изван области аналитичке хемије, нпр када се користи са подешавање диодног ласера апсорпционом спектроскопијом (ТДЛАС) техником, апсорбанција се често дефинише помоћу природног логаритма уместо декадног логаритма, односно као:
{\displaystyle A_{\lambda }=-\ln(I_{1}/I_{0})\,}

У физици, појам спектрална апсорпција и има нешто другачије значење: део зрачења се апсорбује на одређеној таласној дужини.
Количина светлости која се преноси кроз материјал опада експоненцијално, јер путује кроз материјал. Пошто се апсорбанца узорка мери као логаритам, директно је пропорционална дебљини узорка и концентрацији апсорбције материјала у узорку. 